# Carol-Ann Kalogeropoulos
Carol-Ann Kalogeropoulos (11 marzo 1943) è un'ex tennista statunitense naturalizzata greca.

## Biografia
Nei primi anni di carriera ha gareggiato col nome da nubile Carol-Ann Prosen, dal 1966 dopo il matrimonio col collega Nicholas Kalogeropoulos ha iniziato a giocare col cognome da coniugata ed a rappresentare la Grecia, nazione del marito.

## Carriera
A livello giovanile ha raggiunto due finali consecutive agli Orange Bowl venendo sconfitta nel 1959 col punteggio di 9–7, 14–12 e vincendo il titolo l'anno successivo. Tra le adulte ha partecipato a diverse edizioni degli Slam ottenendo come miglior risultato il terzo turno, nel doppio misto ha gareggiato più volte in coppia col marito. Dal 1968 al 1973 ha fatto parte della squadra greca di Fed Cup senza tuttavia riuscire a vincere incontri.